# Saison 1979-1980 du Stade lavallois
Chronologie
Saison précédente Saison suivante
La saison 1979-1980 du Stade lavallois est la 78e saison de l'histoire du club. Les Mayennais sont engagés dans deux compétitions : la Division 1 (4e participation) et la Coupe de France.

## Résumé de la saison
L'objectif d'Henri Bisson est de terminer 10e du championnat. Le départ de la saison est décevant. Une seule victoire pour 5 défaites, le bilan est préoccupant. Les Lavallois, en dehors de Brest viennent de rencontrer les meilleures équipes du championnat : Nantes à domicile (défaite 2 à 0), le 26 juillet et Saint-Étienne, le 24 août (défait 3 à 2). Le bilan plutôt négatif surprend, car les dirigeants ont fait appel durant l'intersaison à des joueurs de qualité. Jean-Pierre Tempet était le gardien de but, préféré à Jacky Rose, qui était en contact avancé avec Thonon. Par la suite, Michel Le Milinaire décida de faire jouer trois matchs d'affilée à tour de rôle à ses deux gardiens.
Michel Le Milinaire fait preuve d'autorité. Contre Lens, il fait remplacer contre l'avis du public Kostedde par Giachetti et déclare : "J'assume. Je ne suis pas là pour plaire au public". Quatre jours plus tard, l'équipe l'emporte 3 à 0 à Strasbourg. C'est le début d'une belle série, marquée par une victoire contre Angers, un match nul contre Valenciennes, et une victoire contre Nîmes. Grâce à un brillant redressement, l'équipe termine 13e du classement. La prochaine saison pouvait être préparée avec sérénité.

## Effectif et encadrement

### Transferts
| Nom              | Nationalité | Poste     | Transfert | Provenance/Destination   | Division                       |
| ---------------- | ----------- | --------- | --------- | ------------------------ | ------------------------------ |
| Arrivées         |             |           |           |                          |                                |
| Jean-Marc Furlan | France      | Défenseur | Prêt      | FC Girondins de Bordeaux | Division 1 (D1)                |
| Herwig Kircher   | Autriche    | Milieu    |           | SV Austria Salzbourg     | Bundesliga (D1)                |
| François Brisson | France      | Milieu    | Prêt      | Paris Saint-Germain FC   | Division 1 (D1)                |
| Erwin Kostedde   | RFA         | Attaquant |           | Standard de Liège        | Division 1 (D1)                |
| Départs          |             |           |           |                          |                                |
| Jacky Lamy       | France      | Gardien   |           |                          |                                |
| Roger Bertin     | France      | Défenseur |           | US Le Mans               | Division 3 - Centre-Ouest (D3) |
| Alain Desgages   | France      | Défenseur |           | Retraite sportive        | Retraite sportive              |
| Régis Durand     | France      | Milieu    |           | Montpellier PSC          | Division 2 - B (D2)            |
| Raymond Keruzoré | France      | Milieu    |           | Stade brestois           | Division 1 (D1)                |
| Pierre Lechantre | France      | Attaquant |           | RC Lens                  | Division 1 (D1)                |
| Roger Marette    | France      | Attaquant |           | US Orléans               | Division 2 - B (D2)            |

| Nom             | Nationalité | Poste     | Transfert   | Provenance/Destination | Division            |
| --------------- | ----------- | --------- | ----------- | ---------------------- | ------------------- |
| Départs         |             |           |             |                        |                     |
| Christian Coste | France      | Attaquant | (septembre) | CS Thonon-les-Bains    | Division 2 - B (D2) |

## Matchs de la saison

### Division 1
| Date                       | Journée | Adversaire               | Lieu | Score | Buteurs du club                             | Class. | Affluence |
| -------------------------- | ------- | ------------------------ | ---- | ----- | ------------------------------------------- | ------ | --------- |
| Jeudi 26 juillet 1979      | J01     | FC Nantes                | Dom. | 0 - 2 | -                                           |        | 14.424    |
| Vendredi 3 août 1979       | J02     | AS Monaco FC             | Ext. | 1 - 2 | Delamontagne 47e                            |        | 4.673     |
| Vendredi 10 août 1979      | J03     | Stade brestois           | Dom. | 3 - 0 | Delamontagne 16e 48e, Bourebbou 37e         |        | 9.931     |
| Vendredi 17 août 1979      | J04     | Paris Saint-Germain FC   | Ext. | 1 - 3 | Kostedde 55e                                |        | 14.979    |
| Vendredi 24 août 1979      | J05     | AS Saint-Étienne         | Dom. | 2 - 3 | Delamontagne 21e, Pérais 44e                |        | 20.849    |
| Mardi 28 août 1979         | J06     | AS Nancy-Lorraine        | Ext. | 1 - 2 | Brisson 81e                                 |        | 7.765     |
| Mardi 11 septembre 1979    | J07     | RC Lens                  | Dom. | 0 - 0 | -                                           |        | 8.466     |
| Vendredi 14 septembre 1979 | J08     | RC Strasbourg            | Ext. | 3 - 0 | Bourebbou 16e 81e, Kostedde 65e             |        | 14.280    |
| Samedi 22 septembre 1979   | J09     | Angers SCO               | Dom. | 3 - 2 | Kostedde 8e 71e, Brisson 10e                |        | 12.623    |
| Vendredi 28 septembre 1979 | J10     | US Valenciennes-Anzin    | Ext. | 1 - 1 | Kostedde 13e                                |        | 6.508     |
| Samedi 6 octobre 1979      | J11     | Nîmes Olympique          | Dom. | 3 - 1 | Kostedde 43e 66e 78e                        |        | 7.687     |
| Vendredi 19 octobre 1979   | J13     | FC Girondins de Bordeaux | Dom. | 1 - 0 | Kostedde 63e                                |        | 10.176    |
| Mardi 30 octobre 1979      | J14     | SEC Bastia               | Ext. | 1 - 2 | Kostedde 83e                                |        | 1.500     |
| Vendredi 2 novembre 1979   | J15     | Lille OSC                | Dom. | 2 - 0 | Kostedde 30e, Delamontagne 63e              |        | 12.082    |
| Vendredi 9 novembre 1979   | J16     | FC Metz                  | Ext. | 4 - 1 | Kircher 2e 85e, Kostedde 12e, Brisson 55e   |        | 5.571     |
| Mercredi 21 novembre 1979  | J17     | Olympique lyonnais       | Dom. | 1 - 2 | Delamontagne 88e                            |        | 7.970     |
| Dimanche 25 novembre 1979  | J18     | Olympique de Marseille   | Ext. | 2 - 0 | Le Roy 35e, Bourebbou 78e                   |        | 7.812     |
| Samedi 1er décembre 1979   | J19     | FC Sochaux-Montbéliard   | Dom. | 3 - 3 | Kircher 20e, Delamontagne 25e, Kostedde 32e |        | 8.525     |
| Samedi 8 décembre 1979     | J20     | AS Monaco FC             | Dom. | 0 - 2 | -                                           |        | 11.729    |
| Mardi 11 décembre 1979     | J12     | OGC Nice                 | Ext. | 1 - 0 | Delamontagne 50e                            |        | 6.219     |
| Samedi 15 décembre 1979    | J21     | Stade brestois           | Ext. | 2 - 2 | Arribart 66e, Kostedde 84e                  |        | 5.925     |
| Mercredi 19 décembre 1979  | J22     | Paris Saint-Germain FC   | Dom. | 3 - 1 | Brisson 45e, Pérais 59e, Kostedde 75e       |        | 6.049     |
| Dimanche 27 janvier 1980   | J23     | AS Saint-Étienne         | Ext. | 1 - 3 | Le Roy 8e                                   |        | 16.257    |
| Samedi 2 février 1980      | J24     | AS Nancy-Lorraine        | Dom. | 0 - 1 | -                                           |        | 5.628     |
| Samedi 16 février 1980     | J25     | RC Lens                  | Ext. | 0 - 1 | -                                           |        | 11.886    |
| Samedi 23 février 1980     | J26     | RC Strasbourg            | Dom. | 0 - 0 | -                                           |        | 7.369     |
| Samedi 1er mars 1980       | J27     | Angers SCO               | Ext. | 1 - 3 | Kostedde 88e                                |        | 8.391     |
| Mercredi 12 mars 1980      | J28     | US Valenciennes-Anzin    | Dom. | 3 - 0 | Pérais 1re, Kostedde 60e, Brisson 70e       |        | 4.779     |
| Samedi 22 mars 1980        | J29     | Nîmes Olympique          | Ext. | 0 - 2 | -                                           |        | 2.238     |
| Samedi 29 mars 1980        | J30     | OGC Nice                 | Dom. | 3 - 0 | Brisson 8e 50e 88e                          |        | 6.840     |
| Mercredi 2 avril 1980      | J31     | FC Girondins de Bordeaux | Ext. | 1 - 4 | Brisson 34e                                 |        | 4.871     |
| Mardi 8 avril 1980         | J32     | SEC Bastia               | Dom. | 3 - 0 | Bourebbou 50e 66e                           |        | 6.887     |
| Vendredi 18 avril 1980     | J33     | Lille OSC                | Ext. | 0 - 2 | -                                           |        | 7.773     |
| Vendredi 25 avril 1980     | J34     | FC Metz                  | Dom. | 3 - 2 | Kostedde 9e, Delamontagne 31e, Simondi 72e  |        | 7.000     |
| Vendredi 2 mai 1980        | J35     | Olympique lyonnais       | Ext. | 0 - 2 | -                                           |        | 9.968     |
| Mardi 6 mai 1980           | J36     | Olympique de Marseille   | Dom. | 3 - 0 | Kostedde 20e 35e 89e                        |        | 8.523     |
| Samedi 17 mai 1980         | J37     | FC Sochaux-Montbéliard   | Ext. | 0 - 2 | -                                           |        | 8.102     |
| Mardi 27 mai 1980          | J38     | FC Nantes                | Ext. | 1 - 4 | Brisson 20e                                 |        | 22.715    |

| Rang | Équipe                   | Pts | J  | G  | N  | P  | Bp | Bc | Diff |
| ---- | ------------------------ | --- | -- | -- | -- | -- | -- | -- | ---- |
| 1    | FC Nantes                | 57  | 38 | 26 | 5  | 7  | 76 | 30 | +46  |
| 2    | FC Sochaux-Montbéliard   | 54  | 38 | 24 | 6  | 8  | 77 | 36 | +41  |
| 3    | AS Saint-Étienne         | 54  | 38 | 23 | 8  | 7  | 73 | 50 | +23  |
| 4    | AS Monaco FC C           | 50  | 38 | 21 | 8  | 9  | 61 | 30 | +31  |
| 5    | RC Strasbourg T          | 43  | 38 | 17 | 9  | 12 | 58 | 50 | +8   |
| 6    | FC Girondins de Bordeaux | 40  | 38 | 16 | 8  | 14 | 64 | 53 | +11  |
| 7    | Paris Saint-Germain FC   | 40  | 38 | 15 | 10 | 13 | 59 | 52 | +7   |
| 8    | US Valenciennes-Anzin    | 40  | 38 | 14 | 12 | 12 | 47 | 47 | 0    |
| 9    | RC Lens P                | 38  | 38 | 14 | 10 | 14 | 51 | 52 | -1   |
| 10   | Nîmes Olympique          | 38  | 38 | 15 | 8  | 15 | 45 | 50 | -5   |
| 11   | AS Nancy-Lorraine        | 37  | 38 | 15 | 7  | 16 | 55 | 61 | -6   |
| 12   | Stade lavallois          | 35  | 38 | 15 | 5  | 18 | 57 | 55 | +2   |
| 13   | Lille OSC                | 35  | 38 | 12 | 11 | 15 | 45 | 49 | -4   |
| 14   | Angers SCO               | 35  | 38 | 14 | 7  | 17 | 45 | 55 | -10  |
| 15   | OGC Nice                 | 32  | 38 | 13 | 6  | 19 | 53 | 62 | -9   |
| 16   | SEC Bastia               | 32  | 38 | 14 | 4  | 20 | 39 | 51 | -12  |
| 17   | FC Metz                  | 32  | 38 | 12 | 8  | 18 | 45 | 60 | -15  |
| 18   | Olympique lyonnais       | 29  | 38 | 10 | 9  | 19 | 43 | 65 | -22  |
| 19   | Olympique de Marseille   | 24  | 38 | 9  | 6  | 23 | 45 | 78 | -33  |
| 20   | Stade brestois P         | 15  | 38 | 4  | 7  | 27 | 35 | 87 | -52  |

Qualifications européennes
- Qualifié pour la C1
- Qualifié pour la C2
- Qualifié pour la C3

Relégations
- Barrage de relégation en Division 2
- Relégation en Division 2

Abréviations
- T : Tenant du titre
- C : Vainqueur de la Coupe de France 1979-80
- P : Promus de Division 2

### Coupe de France
| Date                  | Tour            | Adversaire       | Niveau  | Lieu   | Score | Buteurs du club | Affluence |
| --------------------- | --------------- | ---------------- | ------- | ------ | ----- | --------------- | --------- |
| Samedi 9 février 1980 | 1/32e de finale | Stade rennais FC | D2 (D2) | Neutre | 0 - 2 | -               | 8.915     |

## Statistiques

### Statistiques collectives
| Compétition     | Débute au tour  | Termine         | Matches joués | Gagnés | Nuls | Perdus | Buts pour | Buts contre | Différence |
| --------------- | --------------- | --------------- | ------------- | ------ | ---- | ------ | --------- | ----------- | ---------- |
| Division 1      | -               | 16e             | 38            | 15     | 5    | 18     | 57        | 55          | +2         |
| Coupe de France | 1/32e de finale | 1/32e de finale | 1             | 0      | 0    | 1      | 0         | 2           | -2         |
| Total           | -               | -               | 39            | 15     | 5    | 19     | 57        | 57          | +0         |

### Buteurs
| N° | Pos. | Nat. | Nom                  | Division 1 | Coupe de France | Total |
| -- | ---- | ---- | -------------------- | ---------- | --------------- | ----- |
|    | A    |      | Erwin Kostedde       | 21         | -               | 21    |
|    | A    |      | François Brisson     | 10         | -               | 10    |
|    | M    |      | Patrick Delamontagne | 9          | -               | 9     |
|    | A    |      | Abdelmajid Bourebbou | 6          | -               | 6     |
|    | M    |      | Herwig Kircher       | 3          | -               | 3     |
|    | D    |      | Jacques Pérais       | 3          | -               | 3     |
|    | M    |      | Claude Le Roy        | 2          | -               | 2     |
|    | D    |      | Jean-Luc Arribart    | 1          | -               | 1     |
|    | D    |      | Hervé Gauthier       | 1          | -               | 1     |
|    | D    |      | Bernard Simondi      | 1          | -               | 1     |
|    |      |      | Total                | 57         | 0               | 57    |

## Affluences
L'affluence à domicile du Stade lavallois atteint un total de 177 537 spectateurs en 19 rencontres de Division 1, soit une moyenne de 9 344/match.
Affluence du Stade lavallois à domicile